# Języki tunguskie
Języki tunguskie – w szerszym znaczeniu pojęcie to stosuje się jako synonimiczne wobec języków tungusko-mandżurskich. 
W znaczeniu węższym: podgrupa języków tungusko-mandżurskich, tworzących tzw. grupę północną i obejmującą języki ewenkijski oraz eweński, zwany także lamuckim.
Języki tunguskie są grupą języków związanych etnicznie z ludami tunguskimi, zamieszkującymi głównie obszary Syberii w Rosji oraz pewne regiony Chin i Mongolii. W większości przypadków języki tunguskie używane są głównie przez mniejszości etniczne, a ich liczba użytkowników systematycznie maleje z powodu presji języków większościowych oraz procesów urbanizacji i globalizacji.